# Jacob Millman
Jacob Millman (* 17. Mai 1911 in Novohrad-Volynskyi, Ukraine; † 22. Mai 1991 in Longboat Key, Florida) war Professor der Elektrotechnik an der Columbia University.
Die Eltern Jacob Millmans emigrierten 1913 in die USA, wo er im Jahre 1935 einen Ph.D. am MIT erhielt. 1951 begann er seine Arbeit an der Columbia University und trat 1975 in den Ruhestand ein. Zwischen 1941 und 1987 verfasste Millman acht Fachbücher der Elektrotechnik. Sein Nachruf wurde am 24. Mai 1991 in der New York Times veröffentlicht.
Der Satz von Millman ist nach ihm benannt, es handelt sich dabei um ein in der elektrischen Schaltungstechnik verwendetes Verfahren, basierend auf den Kirchhoffschen Regeln, um bei einer Parallelschaltung von mehreren Spannungs- und Stromquellen die daraus gebildete Summenspannung zu ermitteln.
1970 erhielt Millman die IEEE Education Medal.

## Werke
- Jacob Millman, gemeinsam mit Herbert Taub: Pulse and Digital Circuits. McGraw-Hill, 1956 (Online).
- Jacob Millman, gemeinsam mit Herbert Taub: Pulse Digital and Switching Waveforms. McGraw-Hill, 1965 (Online).